# MNK Heroji 2007 Vodice
Malonogometni klub "Heroji 2007" (MNK Heroji 2007; Heroji 2007 Vodice; Heroji 2007; Heroji) je futsal (malonogometni) klub iz Vodica, Šibensko-kninska županija, Republika Hrvatska. 
 
Natječe se u "2. HMNL – Jug".  

## O klubu
MNK "Heroji 2007" je osnovan 2011. godine u čast na stradale vatrogasce u "Kornatskoj tragediji" u kolovozu 2007. godine. Klub je s ligaškim natjecanjima započeo u "Županijskoj ligi Šibensko-kninskoj" koju osvaja u sezoni 2014./15. te nakon kvalifikacija ulazi u "2. HMNL – Jug" u kojoj nastupa i danas. Klub organizira futsal školu malog nogometa kao i memorijalni malonogometni turnir "Ovo nije kraj". Od zapaženijih rezultata kluba su viceprvaci "2. HMNL – Jug te juniorski državni viceprvaci u sezoni 2018./19.

## Uspjesi
2. HMNL – Jug 
- doprvak: 2018./19.

1. ŽMNL Šibensko-kninska 
- prvak: 2014./15.
- doprvak: 2013./14.

 Juniorsko prvenstvo Hrvatske 
- doprvak: 2018./19.

## Plasmani po sezonama
| sezona      | rang        | liga                  | poz.        | klubova u ligi | ut          | pob         | ner         | por         | gol+        | gol-        | bod         | doigravanje | napomena    | izvori      |
| Heroji 2007 | Heroji 2007 | Heroji 2007           | Heroji 2007 | Heroji 2007    | Heroji 2007 | Heroji 2007 | Heroji 2007 | Heroji 2007 | Heroji 2007 | Heroji 2007 | Heroji 2007 | Heroji 2007 | Heroji 2007 | Heroji 2007 |
| ----------- | ----------- | --------------------- | ----------- | -------------- | ----------- | ----------- | ----------- | ----------- | ----------- | ----------- | ----------- | ----------- | ----------- | ----------- |
| 2013./14.   | III.        | ŽMNL Šibensko-kninska | 2.          |                |             |             |             |             |             |             |             |             |             |             |
| 2014./15.   | III.        | ŽMNL Šibensko-kninska | 1.          |                |             |             |             |             |             |             |             |             |             |             |
| 2015./16.   | II.         | 2. HMNL – Jug         | 6.          | 12             | 21          | 10          | 4           | 7           | 86          | 74          | 34          |             |             |             |
| 2016./17.   | II.         | 2. HMNL – Jug         | 6.          | 12             | 22          | 9           | 5           | 8           | 95          | 89          | 32          |             |             |             |
| 2017./18.   | II.         | 2. HMNL – Jug         | 8.          | 12             | 22          | 8           | 3           | 11          | 82          | 80          | 27          |             |             |             |
| 2018./19.   | II.         | 2. HMNL – Jug         | 2.          | 12             | 22          | 14          | 3           | 5           | 108         | 78          | 45          |             |             |             |
| 2019./20.   | II.         | 2. HMNL – Jug         |             |                |             |             |             |             |             |             |             |             |             |             |

## Unutrašnje poveznice
- Vodice
- Kornatska tragedija

## Vanjske poveznice
- MNK Heroji 2007, facebook stranica
- sportilus.com, MALONOGOMETNI KLUB HEROJI 2007
- infovodice.com, Heroji 2007  Arhivirana inačica izvorne stranice od 30. rujna 2019. (Wayback Machine)
- crofutsal.com
- hrfutsal.net